# Risshi-sha

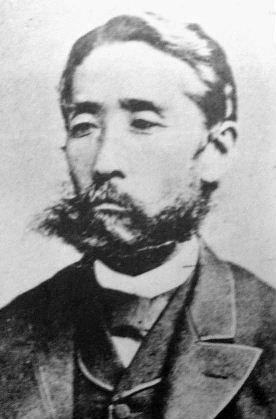
Itagaki Taisuke

Die Risshi-sha (japanisch 立志社, dt. „Selbsthilfegesellschaft“ bzw. „Gesellschaft zur Erfüllung von Wünschen“) war ein Zusammenschluss von Samurai im Gefolge der Meiji-Restauration und Teil der Bewegung für Freiheit und Bürgerrechte.

## Übersicht
Die Risshi-sha wurde 1874 in Kōchi von Itagaki Taisuke gegründet. Andere führende Mitglieder waren Kataoka Kenkichi (1844–1903) und Ueki Emori (1857–1892) aus derselben Präfektur. Benannt war sie nach Samuel Smiles’ einflussreichem Buch Self-help, japanisch Saikoku risshi hen. Anfangs war die Haupttätigkeit, durch die Meiji-Restauration verarmte Samurai zu unterstützen, wobei man gegen die Cliquenbildung innerhalb der Meiji-Oligarchie war.
1877 erstellte die Risshi-sha einen Verfassungsentwurf (憲法見込案 kenpō mikomi-an), in dem sie sich für eine Politik auf der Basis der Menschenrechte einsetzte und die Einrichtung einer gewählten Nationalversammlung (kokkai) forderte. Die Partei wurde von der Regierung unterdrückt, änderte ihren Namen 1883 in „Kainan jiyūtō“ (海南自由党), löste sich im selben Jahr auf.